# 林姓 (越南)
林姓（英語化寫作）是越南的一個姓氏

## 相關人物
- 釋廣德（俗名林文息），僧人，1963年6月11日在西貢街頭自焚而死。
- 林文發，越南共和國陸軍中將。